# John Lewis Gervais

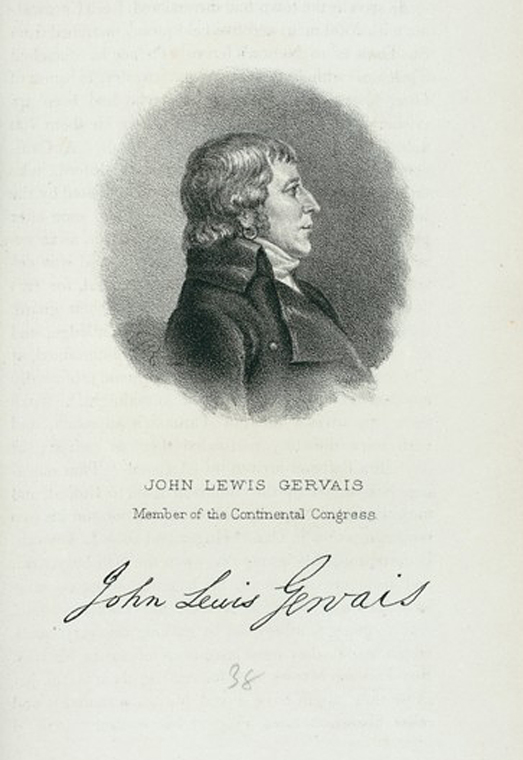
John Lewis Gervais

John Lewis Gervais (* um 1741 in Hannover, Kurfürstentum Braunschweig-Lüneburg; † 18. August 1798 in Charleston, South Carolina) war ein US-amerikanischer Politiker deutscher Herkunft. In den Jahren 1782 und 1783 war er Delegierter für South Carolina im Kontinentalkongress.

## Werdegang
John Gervais besuchte die öffentlichen Schulen seiner deutschen Heimat. Später wanderte er über England nach Amerika aus, wo er am 27. Juni 1764 in Charleston ankam. Dort arbeitete er im Handel. Bald war er auch Land- und Plantagenbesitzer. In den 1770er Jahren schloss er sich der Revolutionsbewegung an. In den Jahren 1775 und 1776 gehörte er zwei revolutionären Gremien, der Provincial Convention und dem Provincial Congress, an. Außerdem war er von 1775 bis 1776 sowie nochmals im Jahr 1781 Mitglied des Sicherheitsausschusses seiner Heimat. 1778 wurde er stellvertretender Postminister für South Carolina (Deputy Postmaster General). Er nahm am Unabhängigkeitskrieg teil. Dabei war er unter anderem bei der Verteidigung der Stadt Charleston im Einsatz. In den Jahren 1782 und 1783 war er Mitglied und Vorsitzender des Senats von South Carolina. Gleichzeitig vertrat er seinen Staat im Kontinentalkongress. In den Jahren 1794 und 1795 bekleidete er das Amt des Commissioner of Public Accounts für South Carolina. John Gervais starb am 18. August 1798 in Charleston.